# Ямасита, Кэйго
Кэйго Ямасита (яп. 山下敬吾, род. 6 сентября 1978), известный также как Хонъимбо Дова (яп. 本因坊道吾 Хонъимбо: До:ва) — японский го-профессионал 9 дана, обладатель японских титулов го хонъимбо, кисэй, мэйдзин, одза, госэй, обладатель бронзовой медали XVI Азиатских игр в Гуанчжоу в мужских командных соревнованиях.

## Биография
Кэйго Ямасита является студентом Ясуро Кикути, одного из самых успешных японских го-тренеров, обучавшего также Кикуё Аоки (обладательница всех трёх женских го-титулов Японии), Ацуси Като, Дзиро Акияму. Ямасита получил ранг первого профессионального дана в 1993 году.
В 1994 году он выиграл предварительный этап среди 2 данов в розыгрыше лиги кисэй. В 1999 году он прошёл в финал розыгрыша титула тэнгэн. В 2000 году он выиграл свой первый титул — госэй (соперником в финале был Коити Кобаяси). Также в 2000 году он получил премию Сюсая за наибольшее количество сыгранных за год турнирных партий. В 2003 году Кэйго Ямасита завоевал титул кисэй.
После победы в розыгрыше титула хонъимбо в 2010 году Ямасита, согласно древней традиции, существовавшей с 1612 года до середины XX века (в школе Хонъимбо глава школы принимал новое имя, а впоследствии выбирал из числа лучших мастеров своей школы преемника, который «по наследству» получал пост главы школы и, заняв его, в свою очередь менял имя), принял имя Хонъимбо Дова.

## Стиль игры
Ямасита имеет мощный активный изобретательный стиль игры, благодаря которому он является одним из самых агрессивных игроков своего поколения. Из-за такого стиля его игры популярны у поклонников го.
По поводу своего раннего стиля игры Ямасита сказал:
В то время, когда я только стал профессионалом, я понял что стал значительно сильнее. Я мог видеть всю доску в целом. В это же время, пока у меня был низкий дан, я очень ценил борьбу, борьбу в стиле все или ничего. Это было го с непрекращающимся сражением. С другой стороны, это было неумелое го.
Так же он говорил, что это была та часть «силы го», где цель сделать самый жесткий ход из возможных, но это все ещё незрелое го.
Для того, чтобы улучшить своё мастерство в борьбе Ямасита изучал партии Хонъимбо Досаку и Хонъимбо Джова. От Хонъимбо Досаку он научился играть надежные ходы, чтобы отложить начало борьбы на всю доску до нужного момента, но при этом не остаться позади оппонента. Просматривая партии Хонъимбо Джова он смог улучшить свой навык борьбы.

## Титулы
| Япония     | Япония              | Япония               |
| Титул      | Победитель          | Финалист             |
| ---------- | ------------------- | -------------------- |
| Кисэй      | 5 (2003, 2006—2009) | 2 (2004, 2010)       |
| Мэйдзин    | 1 (2011)            | 1 (2003)             |
| Хонъимбо   | 2 (2010, 2011)      |                      |
| Тэнгэн     | 2 (2004, 2009)      | 4 (2003, 2005—2007)  |
| Одза       | 2 (2006, 2007)      | 3 (2004, 2005, 2008) |
| Дзюдан     |                     | 3 (2006, 2007, 2010) |
| Госэй      | 1 (2000)            | 2 (2001, 2008)       |
| Кубок Agon | 1 (2010)            | 1 (2011)             |
| Синдзин-О  | 4 (1998—2001)       |                      |
| Рюсэй      | 1 (2010)            |                      |
| Кубок NEC  |                     | 1 (2011)             |
| NEC Сюнъэй | 1 (1999)            |                      |
| Синъэй     | 1 (2000)            |                      |
| Итого      | 21                  | 18                   |